# ابوطالب
عبدمناف یا عمران فرزند عبدالمطلب که به ابوطالب نیز شهرت یافته‌است، پدر علی بن ابی‌طالب و عموی محمد — پیامبر اسلام — است. او بزرگ خاندان آل ابی‌طالب است و منصب سقایت و رفادت از مهمانان کعبه را عهده‌دار بود. وی به جهت انتصاب به فرزند بزرگش طالب، به کنیه «ابوطالب» شهرت یافته‌است. در خصوص تاریخ دقیق ولادت ابوطالب، گزارش مشخصی وجود ندارد، اما ابن حجر در الاصابه، ولادتش را ۳۵ سال قبل از عام‌الفیل (۵۳۵ میلادی) گزارش می‌کند؛ با این وجود او را هشتاد و چند تا نود ساله توصیف کرده‌اند. او در سال هشتم عام‌الفیل، محمد هشت سال را کفیل شد و تا پایان عمر خویش، در حمایت از محمد سخت کوشید. تاریخ درگذشت ابوطالب را ۶۲۰ میلادی/سال ۱۰ بعثت گزارش شده‌است. سن وی در هنگام درگذشت، هشتاد و چند ساله تخمین زده می‌شود. بر پایه گزارشی سن وی در هنگام درگذشت ۹۰ سال بوده‌است. در سال درگذشت ابوطالب، اختلافی گزارش نشده‌است و منابع تنها در پس و پیش بودن درگذشت ابوطالب و خدیجه در این سال دچار اختلاف هستند. او را همچون پدرش عبدالمطلب در منطقه حجون مکه که امروز به قبرستان ابوطالب مشهور است به خاک سپردند.
از ابوطالب در ماجرای سفر تجاری کاروان قریش و همراهی محمد با ابوطالب در این سفر یاد شده‌است. در این سفر، وقتی کاروان به بصری می‌رسد، ملاقاتی با راهبی مسیحی به نام بحیرا صورت می‌گیرد که منجر می‌شود ابوطالب محمد را به مکه بازگرداند. برخی منابع آورده‌اند که ابوطالب نیز همراه با محمد به مکه بازگشت. پیشنهاد امین شدن محمد برای اموال خدیجه و پس از آن ازدواج با او، از اقدامات ابوطالب بوده‌است. پس از بعثت محمد به پیامبری، قریش بر محمد هجمه‌هایی وارد کردند اما ابوطالب با وجود آنکه در ظاهر اعتقادی به سخنان محمد نشان نمی‌داد، سرسختانه از او حمایت می‌کرد. قریشیان مخالف، بارها و با پیشنهادهای مختلفی، قصد در تغییر نظر ابوطالب کردند اما موفق به این امر نشدند. در سال هفتم و پس از بالا گرفتن دعوت محمد و شدت گرفتن مخالفت‌ها با محمد در مکه، مخالفان اسلام تصمیم گرفتند تا پیامبر اسلام را به قتل برسانند؛ اما با مخالفت ابوطالب، این تصمیم منصرف شدند و در نتیجه تحریم‌هایی علیه بنی‌هاشم و مسلمانان وضع نمودند. در همین خصوص، ابوطالب با همراهی محمد، تمام مسلمانان را در خارج از مکه و در مکانی که بعدها به شعب ابی‌طالب شهرت یافت، جمع کرد.
منابع در خصوص مسلمان بودن یا نبودن ابوطالب دچار اختلاف هستند. تمام منابع شیعی و برخی از منابع سنی مذهب، گزارش‌هایی در خصوص ایمان ابوطالب در باطن به محمد و اسلام آورده‌اند. با این وجود، بسیاری از منابع سنی مذهب، او را غیر مؤمن به اسلام گزارش کرده‌اند که در حالت شرک از دنیا رفته‌است. در خصوص ایمان یا عدم ایمان او استدلال‌های فراوانی شده‌است. سجاد — امام چهارم شیعیان — در استدلالی برای اثبات ایمان ابوطالب می‌گوید: «در شگفتم که چطور مردم در ایمان ابوطالب تردید دارند در حالی ک هیچ زن مسلمانی نباید بعد از گزینش اسلام در حباله و عقد شوهر غیر مسلمان خود باشد و فاطمه بنت اسد از اولین زنان مسلمان است و در نکاح ابوطالب از دنیا رفت.»

## پیش‌زمینه
بنابر گزارش منابع اسلامی، اسماعیل — پسر ابراهیم و هاجر — کعبه را ساخت و کعبه پیش از پایه‌گذاری شهر مکه، ساخته شد. مکه به‌تدریج به مرکزی مهم برای کاروان‌های تجاری در عربستان و مرکز فعالیت‌های مذهبی و تجاری غربِ حجاز تبدیل شد. علاوه بر کعبه، بیش از ۳۰۰ بت نیز وجود داشت و عرب‌ها هر ساله آن‌ها را زیارت می‌کردند و اعمالی چون چرخیدن گرد کعبه — که در اصطلاح اسلامی طواف نامیده می‌شود — بوسیدن آن، قربانی کردن، و سنگ زدن به شیطان را انجام می‌دادند. به غیر از خدایان قبیله‌ای، بیشتر عرب‌ها اعتقاد به یک خدای مشترک برتر به نام «الله» داشتند؛ اما تشریفات مذهبی برای «الله» انجام نمی‌شد. همچنین در قرآن صحبت از افرادی که «دین حنیف» بوده‌اند، می‌رود. در قرآن حنیف اشاره به کسی دارد که از راهِ فطرت خود به دینِ طبیعی، که یکتاپرستی باشد رسیده‌است. ابراهیم به عنوان الگوی اصلی حنیفان – حق گرایان معرفی می‌شود که با بصیرت شخصی‌اش به یکتاپرستی رسیده‌است؛ چنان‌که آیین حنیف معادل دین ابراهیم تعریف می‌شود. مفسران قرآن می‌نویسند که پیش از اسلام حنیف به دو دسته افراد اطلاق می‌شد: عرب‌هایی که پیرو آیین ابراهیم بودند و بت پرستانی که تنها برخی از مراسم دینی مربوط به آیین ابراهیم مانند حج یا ختنه را انجام می‌دادند. درستیِ تاریخی این گفته میان پژوهشگران غربی مورد اختلاف است. برخی اساساً گزارش‌های تاریخی مربوط را رد کرده‌اند و آن‌ها را تعمیم دادن مفاهیم قرآنی به دوران پیش از اسلام می‌دانند، اما دیگران درستیِ تاریخی همگی یا برخی از آن گزارش‌ها را می‌پذیرند. مدرک دقیقی مبنی بر این که آیین حنیف پیش از یهودیت و مسیحیت در میان عرب‌ها وجود داشته در دسترس نیست، اگرچه نشانه‌های رمزآلودی از آن در شعرهای قدیمی عرب یافت می‌شود.
مطالعه در تاریخ مکه، این نکته را واضح خواهد ساخت که نزاعی طولانی بین قبایل عرب بر سر قدرت صورت گرفته‌است. این نزاع تا به آنجا وسیع بود که رسالت محمد را نیز دربرگرفت و سبب شد تا بعثت محمد نیز از جانب سران قبایل عرب، حرکتی سیاسی صرف قلمداد شود. در فرهنگ قبایلی عرب، نسب از اهمیت بالایی برخوردار بود، به گونه‌ای که قبایل کوچک منطقه در حفظ نسب خویش، سخت کوشا بودند. در باور قبایل عرب، نسب تنها از طریق روابط نسبی (خونی) منتقل می‌شد. بنابر گزارش ابوالفرج اصفهانی، اگر کسی از قبیله دیگر، قصد ارتباط با یکی از قبایل عرب را داشت، باید چند قطره خون یکی از اعضاء قبیله را بمکد. در این فرهنگ، قبیله در مقابل قبیله قرار می‌گرفت و نگاه ملی در این خصوص معنایی ندارد. در ساختار قبیله‌ای اعراب، ساختارهای کوچکی با نام تیره وجود داشت که با وجود اختلاف‌هایی، منجر به نزاع میان تیره‌ها می‌شد. در این نظام قبیله‌ای، بیگانگان که به عجم شهره بودند، از جایگاه اجتماعی بسیار اندکی برخودار بودند. این ضدیت با بیگانه، سبب شد تا جغرافیای عربستان در یک انزوای فرهنگی از جامعه پیرامونش شکل بگیرد و مانع از تماس با نژادها و زبان‌های دیگر شود. سیاست اعراب عربستان، بر منطق قومی و قبیله‌ای حاکم بود که در مقابل سیاست شهرنشینی و ایجاد تسامح و تساهل غیر عرب‌ها قرار داشت. تا پیش از سلطه قصی بن کلاب کعبه، ساکنان مکه به جهت احترام کعبه، در نزدیکی خانه اقامت نداشتند و پس از آن بود که به دستور قصی، گروهی در درون دره کعبه — که به ابطح شهره است — اقامت گزیدند. با جمع شدن قبیله قصی در دره، قبیله از نام بنی فهر به قریش تغییر نام یافت. در این دوره، فرهنگ قبیلگی، به مرور به فرهنگ شهرنشینی مبدل شد. مسئله جانشینی قصی پس از مرگش، اولین جرقه‌های تنش بین عبدالدار و عبدمناف ایجاد کرد. با شدت گرفتن اختلاف‌ها در نسل‌های بعدی، دو پیمان حلف المطیبین و علقه الدم شد. علاوه بر اختلاف‌ها در بین بنی‌عبدالدار و بنی‌عبدالمناف، بین دو تیره بنی‌هاشم و بنی‌امیه از قبیله بنی‌عبدالمناف نیز نزاع‌هایی بروز کرد. در این دوران، عبدالمطلب توانست با سیاست‌های خویش، حکومت جمعی و قبیلگی قریش را به رهبری فردی نزدیک مبدل سازد. همین امر سبب شد تا نزاع‌ها در دوران حیات او به حداقل ممکن تقلیل یابد؛ اما پس از مرگ عبدالمطلب، مجدد نزاع‌ها افزایش یافت و تا ظهور اسلام ادامه داشت.

## تبار، نام و لقب

### تبار
پدر ابوطالب، عبدالمطلب، از بزرگان مکه بود. نام و نسبش را عبدالمناف بن عبدالمطلب بن هاشم بن عبدمناف قرشی گزارش کرده‌اند. پدرش عبدالمطلب، از روسای دارالندوه بود و منصب سقایت (آب‌رسانی به زائران کعبه) و رفادت (مهمان‌داری از زائران) را عهده‌دار بود. بنی‌هاشم از زمان حیات هاشم، میراث‌دار امور عام‌المنفعه بودند و به همین سبب از محبوبیت در میان سایر قبایل برخوردار بودند. در میان امور عام‌المنفعه بنی‌هاشم، مسئله حفر چاه زمزم توسط هاشم — پدربزرگ ابوطالب — تا سال‌ها به عنوان نماد شرافت و نیکوکاری این خاندان محسوب می‌شد. رویارویی دو تیره بنی‌هاشم و بنی‌امیه، در اختلاف هاشم و برادرش عبدشمس ریشه داشت. همین اختلاف‌ها سبب شد تا هنگامی که بنی‌هاشم به همراه سایر تیره‌های قریش، اجتماع حلف الفضول را بنا نهاد، کسی از بنی‌امیه در آن شرکت نکرد. مادر ابوطالب، فاطمه دختر عمرو بن عائذ بن عمران بن مخزوم بود که برای عبدالمطلب سه فرزند با نام‌های ابوطالب، زبیر و عبدالله را به‌دنیا آورد. فرزندان از نسل ابوطالب را آل ابی‌طالب، طالبین، بنت ابی‌طالب و بنی‌هاشم طالبی گویند.

### نام و القاب
منابع نام وی را «عمران» و «عبدمناف» گزارش کرده‌اند. در برخی منابع نیز نام او «شیبة» گزارش شده‌است. «ابوطالب» کنیه مشهور اوست و اکثر منابع او را با این کنیه معرفی کرده‌اند. خود او در یکی از اشعارش، نام خود را «عبدمناف» گزارش می‌کند. حاکم حسکانی نیز گزارش می‌کند که اکثر منابع متقدم، نام او را همان کنیه‌اش می‌دانند. بر اساس روایتی از علی بن ابی‌طالب که صدوق در معانی الاخبار ان را گزارش کرده‌است، علی نام پدرش را عبدمناف گزارش می‌کند و تأکید می‌کند که ابی‌طالب، کنیه اوست که بر نامش غلبه پیدا کرده‌است. از او در زیارتی مخصوص محمد، با عبارت «السلام علی عمک عمران، ابی‌طالب» یاد شده‌است. دلیل شهرت او به «ابوطالب»، به جهت بزرگترین فرزندش به‌نام طالب بود. شیخ الابطح، سیدالبطحاء، رئیس مکه و شیخ قریش، دیگر القاب غیر مشهور ابوطالب است.

## سرگذشت

### ولادت تا پیش از بعثت
در منابع، تاریخی دقیق از ولادت ابوطالب گزارش نشده‌است، اما آمده‌است که وی هشتاد و چند سال قبل از هجرت به دنیا آمد. ابن حجر در الاصابه، ولادت ابوطالب را ۳۵ سال قبل از عام‌الفیل (۵۳۵ میلادی) گزارش می‌کند.
از زندگانی ابوطالب، پاره‌هایی در منابع تاریخی و روایی گزارش شده‌است. به گزارش طبری، در سال هشتم عام الفیل معادل ۵۷۸ میلادی، عبدالمطلب در بستر مرگ، وصیت کرد تا کفالت محمد ۸ ساله به ابوطالب سپرده شود. بر همین اساس، یکی از القاب محمد در کودکی، «یتیم ابوطالب» گزارش شده‌است. با این وجود در انساب الاشراف گزارشی نقل شده‌است که بر اساس آن، عبدالمطلب کفالت محمد را به فرزندش زبیر سپرد و پس از مرگ زبیر، ابوطالب عهده‌دار کفالت او شد؛ اما این گزارش با شواهد تاریخی سازگاری ندارد. پس از آن، کفالت محمد به ابوطالب سپرده‌شد.
سبحانی در فروغ ابدیت، از منابعی یاد می‌کند که ابوطالب را یکی از شرکت‌کنندگان در جنگ فجار به‌شمار آورده‌اند. در این جنگ که در ماه‌های حرام صورت گرفته‌است. با این وجود یعقوبی در تاریخ خود، این گزارش‌ها را رد کرده‌است و معتقد است ابوطالب، بنی‌هاشم را از شرکت در این جنگ منع کرده‌بود. در سال ۲۵ عام‌الفیل، سیل باعث تخریب خانه کعبه شده بود و همین امر سبب شد تا ابوطالب دستور بازسازی کعبه را با اموالی که پاک تلقی می‌شد، بدهد. به گزارش ابن ابی‌الحدید، ابوطالب به عنوان داور در میان قبایل مکه فعالیت داشت و در داوری خویش به عدل رفتار می‌کرد. او اولین شخصی بود که قانون سوگند در شهادت برای اولیای دم را وضع کرد. او علاوه بر داوری، منصب سقایت حاجیان را از پدرش عبدالمطلب به ارث برده بود؛ اما بعدها این منصب را در عوض دِینی به برادرش عباس سپرد. این منصب از مهمترین مناصب در میان قبایل قریش بود و عاملی مؤثر در نفوذ اجتماعی و سیاسی آن زمان محسوب می‌شد. پس از عبدالمطلب، این منصب به زبیر و پس از آن به ابوطالب محول شد. ابوطالب در سال اول عهده‌داری این منصب، ده هزار درهم از برادرش عباس وام گرفته و در این راه انفاق کرده‌است. در سال دوم ۱۵ هزار درهم وام ستاند و در سال سوم به جهت مشکلات مالی خود، از این کار واماند و این منصب را به عباس سپرد.
ابوطالب، همچون سایر بزرگان مکه، به شغل تجارت مشغول بود. بر اساس گزارش طبری، ابوطالب در یکی از سفرهای تجاری خود به شام، محمد را با خود همراه کرد. بنابر گزارش سبحانی، ابوطالب در ابتدا قصدی برای همراه کردن محمد نداشت و او را در مکه گذاشت و عده‌ای را بر او محافظ قرار داد؛ اما در لحظه حرکت کاروان قریش به سوی شام، ناراحتی محمد از فراغ ابوطالب سبب شد تا تصمیم ابوطالب در این خصوص تغییر کند. در منابع اسلامی مانند سیره ابن اسحاق و تاریخ طبری نقل شده‌است که در این سفر، ابوطالب با بَحیرا سرجیوس (یک راهب مسیحی) دیدار کرد و بشارت پیامبری محمد را از وی شنید. ابن هشام گزارش می‌کند که ابوطالب پس از ملاقات با بحیرا در در بصری، از همان منطقه به سمت مکه بازگشت و ادامه سفر را لغو کرد. منابع در اینکه ابوطالب محمد را به همراه گروهی به مکه بازگرداند یا آنکه خودش محمد را تا مکه همراهی کرد، اختلاف نظر دارند.
محمدباقر مجلسی در بحارالانوار گزارشی را نقل می‌کند که بر اساس آن ابوطالب با توجه به اوضاع اقتصادی محمد، به او پیشنهاد داد تا خود را به عنوان امین، به خدیجه که به دنبال امینی برای امور تجاری خود می‌گشت معرفی نماید. از ابوطالب در ماجرای ازدواج محمد با خدیجه، در موارد متعددی گزارش شده‌است. محمد در ابتدای امر برای ازدواج با خدیجه، با ابوطالب مشورت‌هایی را داشته‌است و پس از موافقت عمویش، اقدام به برگزاری مجلس عقد و ازدواج کرد. به گزارش یعقوبی، ابوطالب خطبه عقد و ازدواج محمد و خدیجه را خوانده‌است. حمایت‌های ابوطالب از محمد، تا پس از بعثت محمد نیز ادامه داشت.

### پس از بعثت تا مرگ
پس از بعثت محمد به پیامبری، ابوطالب با پذیرش اسلام از جانب فرزندش علی، مخالفتی نشان نداد و در عوض، علی را به پشتیبانی از محمد توصیه کرد. ابوطالب از پشتیبانی خودش نیز نسبت به محمد، به پیامبر اسلام اطمینان داد. قریشیان مخالف محمد، از ابوطالب تقاضاهایی چون بازداشتن محمد از ادعای پیامبری‌اش و درخواست مباهله داشتند، اما ابوطالب با آنان مخالفت می‌کرد. بنابر آنچه در تاریخ طبری، تاریخ کامل و مسند احمد آمده‌است، محمد در جلسه‌ای که با اقوام خود برای دعوت علنی به اسلام تدارک دیده‌بود، علی را به عنوان وصی خود معرفی کرد و پیروی از او را بر همگان لازم دانست. پس از این سخن بود که جمعی از حضار، با لحنی طعنه‌آمیز خطاب به ابوطالب گفتند: «محمد دستور داد تا از پسرت پیروی کنی و از او فرمان ببری و او را بزرگ خود قرار داد.» پس از دعوت علنی محمد، فشارهای قریش بر ابوطالب افزایش یافت.
مخالفان محمد سه مرتبه برای منصرف کردن ابوطالب از حمایت‌هایش از محمد و منصرف کردن برادرزاده‌اش از ادعاهایش، با او جلسه برگزار کردند اما در هر بار، او حمایت خود را از محمد اعلان کرد. در یکی از ملاقات‌های قریش با ابوطالب، به او پیشنهاد شد تا در ازای تسلیم کردن محمد به مخالفانش، عمارة بن ولید که جوانی زیبارو و با ذکاوت بود را به فرزندخواندگی خویش درآورد؛ اما ابوطالب از این پیشنهاد قریش سخت برآشفت و بر اساس گزارشی از تاریخ طبری، معطم بن عدی را که حامی این پیشنهاد بود، به قتل تهدید کرد. ابوطالب همچنین برای حفاظت محمد از آزار و اذیت‌های قریش، گروهی را به عنوان حلقه دفاعی از محمد تشکیل داد که اعضاء آن از میان بنی‌هاشم بودند. در این میان ابولهب از دعوت ابوطالب سربازد. گیبون دلیل این مخالفت قریشیان با محمد را حسادت ورزی به جایگاه بنی‌هاشم می‌داند.
در سال هفتم پس از بعثت و پس از بالا گرفتن دعوت محمد و شدت گرفتن مخالفت‌ها با محمد در مکه، مخالفان اسلام تصمیم گرفتند تا محمد را به قتل برسانند اما در این خصوص با مخالفت ابوطالب مواجه شدند و به همین دلیل از تصمیمشان منصرف شدند. قریشیان در نهایت تحریم‌هایی علیه بنی‌هاشم وضع کردند. این تحریم‌ها هرگونه رابطه فردی و اجتماعی با بنی‌هاشم را ممنوع می‌دانست. در همین خصوص، ابوطالب با همراهی محمد، تمام مسلمانان را در خارج از مکه و در مکانی که بعدها به شعب ابی‌طالب شهرت یافت، جمع کرد. از میان بنی‌هاشم، جز ابولهب، همگی نسبت به کشتن محمد، اعلان مخالفت کردند و همین امر سبب شد تا ابوطالب در وصف و مدح آنان شعری بسراید. شعب ابی‌طالب مکانی مسکونی بود که خانه‌های کوچک با سایه‌بان‌های مختصر داشت. ابوطالب برای اینکه به مسلمانان در این منطقه حمله غافلگیرانه صورت نگیرد، دیده‌بان‌هایی را بر بلندی‌های منطقه گماشت. این محاصره اقتصادی، سه سال به طول انجامید.
در ماجرای شعب ابی‌طالب که بنی‌هاشم دچار تحریم اقتصادی شدند، بنی‌امیه تلاش‌هایی را برای همراه‌سازی دیگر طایفه‌های قریش برای مخالفت با بنی‌هاشم انجام داد. در نهایت ابوطالب به همراه دو نفر از اهالی شعب، پس از این که محمد به آنها در مورد نابودی نامه سران قریش توسط موریانه‌ها اطلاع داد، نزد سران قریش رفتند و درخواست مشاهده عهدنامه را کردند. پس از آن ابوطالب گفت: برادرزاده‌ام از طرف خدای خویش خبری دریافت کرده‌است که عهدنامه توسط موریانه‌ها از بین رفته‌است؛ اگر سخنش راست باشد، این محاصره اقتصادی را پایان دهید و اگر دروغ باشد، من محمد را به شما تسلیم می‌کنم. با وجود آنکه متن عهدنامه را موریانه‌ها خورده بودند، اما محاصره اقتصادی تا مدتی پس از آن همچنان پابرجا بود. ابوطالب همراه مسلمانان در شعب ابی‌طالب ماند. او چندی پس از پایان محاصره اقتصادی مسلمانان درگذشت. پس از مرگ ابوطالب، محمد مورد تهدید و عداوت‌های قریش واقع شد و چندین بار مورد سوء قصد و توهین قرار گرفت. محمد در این خصوص خطاب به یکی از دخترانش می‌گوید: «تا ابوطالب زنده بود، قریش موفق نشدند دربارهٔ من کار ناگواری انجام دهند.»

## درگذشت و آرامگاه

### درگذشت
تاریخ درگذشت ابوطالب، سال ۱۰ بعثت مصادف با ۶۲۰ - ۶۱۹ میلادی گزارش شده‌است. سن وی در هنگام درگذشت، بین هشتاد تا نود سال تخمین زده می‌شود. بر پایه گزارش‌هایی او تا ۹۰ سالگی زنده بود. در سال درگذشت ابوطالب، اختلافی گزارش نشده‌است و منابع تنها در پس و پیش بودن درگذشت ابوطالب و خدیجه در این سال دچار اختلافند. درگذشت ابوطالب کمی پس از پایان محاصره اقتصادی مسلمانان توسط قریش و در ماه‌های ذیقعده یا شوال گزارش شده‌است. واقدی در گزارشش درگذشت ابوطالب را به شوال سال ۱۰ ه‍.ق گزارش می‌کند. در سیره حلبی و تاریخ الخمیس آمده‌است که ابوطالب در بستر بیماری، به حمایت و پیروی از محمد سفارش کرد و تبعیت از محمد را مایه سعادتمندی دانست. به گزارش ابن‌هشام در سیره خویش، محمد پس از درگذشت ابوطالب، در توصیف او گفت: «مصیبتی که قریش بر من در هنگام دعوت به اسلام بر من روا داشتند، کمتر از مصیبت از دست دادن ابوطالب بود، ابوطالب در جریان دعوتم، بازو و نگهدار من بود و تا زمانی که ابوطالب زنده بود، قریشیان نمی‌توانستند مرا اذیت کنند.» با درگذشت ابوطالب به عنوان رهبر خاندان بنی‌هاشم، رهبری این خاندان به ابولهب که دشمن دیرینه محمد بود، سپرده شد. پس از مرگ او، فرزندش علی دستور داد تا به جایش حج به جا آورند.

### دفن و آرامگاه
به گزارش ابن ابی‌الحدید معتزلی، پس از رسیدن خبر درگذشت ابوطالب به محمد، او سخت گریست و به علی دستور داد تا ابوطالب را غسل دهند و کفن و دفن نمایند. محمد پس از آن برای ابوطالب طلب مغفرت کرد. شبیه به این روایت را واقدی از ابن سعد گزارش کرده‌است. این گزارش با کمی تفاوت در منابعی چون تفسیر علی بن ابراهیم، امالی صدوق، فصول المختار، تذکرة الخواص، سیره حلبیه، طبقات کبری، تاریخ بغداد، بدایة و النهایه و طرائف گزارش شده‌است. او را همچون پدرش عبدالمطلب در منطقه حجون مکه به خاک سپردند که امروزه نزد ایرانیان به قبرستان ابوطالب مشهور است.

## همسر و فرزندان
در کتاب ریاض الانساب، برای ابوطالب، چهار پسر به نام‌های طالب، عقیل، جعفر و علی گزارش شده‌است که هر کدام ۱۰ سال با دیگری فاصله سنی داشتند. در طبقات ابن سعد، تعداد فرزندان ابوطالب ۴ پسر و سه دختر گزارش شده‌است که همگی از فاطمه بنت اسد به دنیا آمده‌اند. هرچند ابن سعد زن دیگری را به نام عله به ابوطالب نسبت می‌دهد که برایش پسری به نام طلیق به دنیا آورد. بزرگترینِ این فرزندان، طالب است که از زندگی او اطلاعات دقیقی گزارش نشده‌است و تنها ابن سعد از حضورش به اکراه در جنگ بدر و در مقابل سپاه اسلام خبر داده‌است و پس از آن جنگ نیز ناپدید شد. او نه از کشته‌شدگان و نه از اسیران بدر بود و در سپاه قریش که به مکه بازگشت نیز حضور نداشت. از طالب برای ابوطالب نسلی باقی نماند. عقیل فرزند دوم ابوطالب بود که او نیز همچون طالب در جنگ بدر شرکت کرد و اسیر شد و در نهایت با فدیه عباس آزاد شد. از او فرزندان بسیاری گزارش شده‌است. جعفر فرزند دیگر ابوطالب که به جعفر طیار شهره است، سی و دومین مسلمان و رئیس مهاجرین مسلمان به حبشه بود. از وی نیز فرزندان بسیاری باقی ماند. علی، کوچکترین پسر ابوطالب بود. از ابوطالب سه دختر باقی ماند به نام‌های ام‌هانی (هند یا فاخته)، جمانه و ام‌طالب (ریطه). شأن و جایگاه بنی‌هاشم سبب شد تا بر اساس فقه اسلامی، بنی‌هاشم از تصرف در صدقات منع بشوند.
محمد پس از ازدواج با خدیجه، تصمیم گرفت تا برای کمک به ابوطالب، علی بن ابی‌طالب را در خانه خود بزرگ نماید. جعفر بن ابی‌طالب را نیز عباس برای تربیت به خانه خود برد. به گفته ابوالفرج اصفهانی، عباس، طالب را و حمزه، جعفر را به خانه خود برای تربیت بردند. جعفر سبحانی معتقد است هدف اصلی محمد از این اقدام، تربیت و پرورش علی تحت نظارت خودش بوده‌است. زمانی که علی ۶ ساله بود، پدرش، ابوطالب که ریاست بنی‌هاشم را بر عهده داشت، دچار مشکل مالی شد. محمد که خود در کودکی تحت سرپرستی ابوطالب قرار گرفته بود و در این زمان سنش از ۳۰ سال گذشته بود، برای سبک کردن بار عائلهٔ وی به او پیشنهاد کرد که سرپرستی علی را او بر عهده بگیرد. ابوطالب پذیرفت و علی از کودکی در خانهٔ محمد، تحت نظر او قرار گرفت. بنا به نوشتهٔ شریف القرشی، ابوطالب از بین پسرانش «عقیل» را مقدم می‌داشت.

## ویژگی‌های ظاهری و اخلاقی
ابوطالب در میان قریش به سخاوت شهرت داشت و در زمانی که هیچ‌یک از افراد این قبیله به اطعام دیگران نمی‌پرداخت، او اطعام کننده در مکه بود. او را مردی پاک‌دل و بلند همت معرفی کرده‌اند که خانه خودش را ملجا و مأمن افتادگان و درماندگان و یتیمان قرار داده بود. وی در طول زندگانی، با وجود جایگاه اجتماعی بالا، زندگی ساده و تنگدستانه داشت و به کسی از ضیق زندگی شکایت نمی‌کرد.

## ایمان یا شرک ابوطالب
مسئله ایمان یا شرک ابوطالب، از مسائل دیرینه و اختلافی بین شیعه و سنی بوده‌است که منجر به بحث‌های طولانی در این خصوص شده‌است. به گزارش طباطبایی، اجماع اهل بیت پیامبر، منابع شیعی و برخی منابع اهل سنت، به ایمان ابوطالب اشاره دارند. در مقابل برخی منابع اهل سنت با ذکر روایاتی، گفته‌اند وی هرگز مسلمان نشده‌است.

### دیدگاه معتقدان به شرک
بیشتر سیره‌نویسان اهل سنت معتقدند ابوطالب مشرک از دنیا رفته‌است. بنابر گزارش منابعی چون سیره ابن هشام، با وجود آنکه محمد، ابوطالب را سزاوارترین فرد به پذیرش اسلام معرفی می‌کرد، اما ابوطالب با اشاره به کهولت سن و با توجه به ملالت و کینه قریش نسبت به محمد، از این کار سرباز زد. با این وجود وی هیچگاه از حمایت محمد دریغ نکرد. حمایت‌های ابوطالب در مقابل هجمه‌های مشرکان مکه، از جانب مخالفان به جهت کفالت ابوطالب نسبت به محمد و رابطه فرزندخواندگی تلقی می‌شد. ابوطالب در نغز و ذم قریش شعری را نیز سروده‌است. گروهِ معتقد به شرک ابوطالب، به آیات ۱۱۳ سوره توبه و ۵۶ سوره قصص استناد کرده‌اند و معتقدند این آیات در شأن ابوطالب نازل شده‌است. بر اساس روایتی مرسل از ابن‌عباس در منابع سنی مذهب، شأن نزول آیه ۲۶ انعام، در خصوص شرک ابوطالب گزارش شده‌است. برخی معتقدان به شرک ابوطالب، با استناد به روایت‌هایی از صحیح بخاری و مسلم، می‌گویند که آیه ۵۶ قصص برای عدم ایمان ابوطالب نازل شده‌است. برخی مفسران سنی مذهب، برای این ادعای خویش، از اجماع استفاده کرده‌اند. بر اساس روایتی که ابوهریره آن را نقل کرده‌است، تلاش‌های محمد برای گفتن لا اله الا الله در آخرین لحظات زندگی ابوطالب بی‌ثمر بود و در نهایت آیه ۵۶ قصص نازل شد. بر اساس روایتی دیگر، شرک ابوطالب در مقابل ایمان وحشی — قاتل حمزه، عموی پیامبر اسلام — قرار گرفته‌است. جامی، شاعر حنفی مذهب نیز معتقد به شرک ابوطالب بوده‌است. وی دیدگاه شیعیان در خصوص ایمان ابوطالب را خیال‌پردازی می‌داند. جامی ابوطالب را با ابولهب مقایسه کرده‌است که به این خاطر، مورد انتقاد برخی از شاگردانش همچون میرحسین میبدی قرار گرفت.

### دیدگاه معتقدان به ایمان
معتقدان به ایمان ابوطالب، تعبیر و تفسیری را که از جانب منتقدین به ایمان ابوطالب برای آیات ۱۱۳ سوره توبه و ۵۶ سوره قصص ارائه شده‌است، نمی‌پذیرند. صدر، با گزارش این مطلب که زمان نزول سوره انعام، چند سال پس از درگذشت ابوطالب عنوان شده‌است؛ روایت مرسلی را که معتقدان به شرک ابوطالب در تفسیر آیه ۲۶ انعام به آن استناد کرده‌اند را مورد تردید قرار می‌دهد. به گزارش طباطبایی در تفسیر المیزان، این روایت توسط مقاتل و عطا نقل شده‌است و از چند جهت دچار اشتباه می‌باشد؛ اول آنکه این روایت با مضمون آیه خوانش ندارد، چرا که ضمیر موجود در آیه «و هم ینهون عنه و یناون عنه»، راجع به قرآن است و نه پیامبر اسلام. دوم آنکه روایات متعارض بسیاری در این خصوص گزارش شده‌است که ابوطالب از ایمان آورندگان به محمد بوده‌است.
آذری‌نژاد در دانشنامه کلام اسلامی معتقد است که بنی‌امیه و بنی‌عباس، با هدف کاستن منزلت علی بن ابی‌طالب با اثبات شرک ابوطالب، در ترویج این عقید انگیزه مشترک داشته‌اند. در همین خصوص، سید بن طاووس در کتاب طرائف گزارش می‌کند که مخالفان — دانشمندان اهل سنت — در پذیرش اسلام هیچ‌کس همچون ابوطالب، سختگیری به خرج نداده‌اند؛ چرا که بر اساس روش معمول آنان، یک خبر واحد در اثبات ایمان و اسلام فرد، کفایت می‌کند. با این وجود از میان فرقه‌های سنی مذهب، بلحی و ابوجعفر اسکافی از شیوخ معتزله، بر ایمان ابوطالب معتقد شده‌اند. به باور گلشنی در دایرة المعارف بزرگ اسلامی، ابوطالب سیاست سکوت در مقابل دعوت پیامبر اسلام را پیش گرفت تا نفوذ کلامش در میان قوم، از بین نرود.
مواضع عملی، گفتارها و شعرها و دیدگاه نزدیکان ابوطالب در خصوص او، از جمله دلایل برای اثبات ایمان ابوطالب در منابع شیعی است.
اقدامات
اقدامات حمایتی ابوطالب از جامعه نوبنیان مسلمانان و بالاخص پیامبر اسلام، از جمله مواضع عملی ابوطالب به حساب می‌آید. از این میان می‌توان به دعوت جعفر به خواندن نماز همراه با پیامبر، دعوت از فاطمه بنت اسد برای پذیرش اسلام، عدم همراهی با سران قریش در منصرف کردن محمد از ادعای پیامبری و تجلیل از تازه مسلمانان در اشعارش به عنوان مواضع عملی ابوطالب اشاره کرد. به گزارش منابع شیعی، ابوطالب به اسلام گروید اما ایمانش را آشکار نمی‌کرد. بر این اساس ابوطالب با جایگاه اجتماعیش می‌توانست از مسلمانان حمایت نماید و در نصرت محمد او را همراهی کند.
گفتار و شعرها
ابن ابی‌الحدید معتزلی نیز با اشاره به اشعار منسوب به ابوطالب و با وجود اعتقاد به عدم تواتر در لفظ اشعار ابوطالب، آنها را در دلالت بر تصدیق ابوطالب نسبت به نبوت محمد، متواتر معنوی می‌داند. به گزارش طباطبایی، اشعار ابوطالب دلیلی دیگر برای اثبات ایمان اوست. در یکی از این اشعار ابوطالب در حمایت از محمد چنین سروده‌است:
| ألم تعلموا أنا وجدنا محمدا |  | نبیا کموسی خط فی أول الکتب   |
| ألیس أبونا هاشم شد أزره    |  | و أوصی بنیه بالطعان و بالحرب |

در میان فرزندان عبدالمطلب، حمزه از پیشگامان در پذیرش اسلام بود و ابوطالب در مدح او شعری را سرود و حمزه را در میان برادران ستود. همچنین در مراسم ازدواج محمد و خدیجه، ابوطالب خطبه عقد آنان را خواند و در آن خطبه به جایگاه بالای مقام و نسب محمد و محرومیت او از هرگونه ثروتی اشاره کرد.
نظرات اطرافیان
جمهور علما و مفسران شیعه و برخی از دانشمندان اهل سنت، با استناد به روایاتی از اهل بیت محمد، ابوطالب را مسلمان می‌دانند و مستند گروهی که ابوطالب را مشرک می‌دانند، روایاتی ضعیف و مرسل دانسته‌اند. شیعیان امامیه و اکثر شیعیان زیدیه با استناد به اجماعی که به اهل‌بیت پیامبر اسلام نسبت می‌دهند، بر ایمان ابوطالب سخت پافشاری می‌کنند. در همین خصوص، علی بن ابی‌طالب با سوگندی تأکید می‌کند که پدرش، مسلمان بوده‌است. او در روایتی دیگر، پدرش را صاحب مقام شفاعت می‌داند که می‌تواند تمام گناهکاران زمین را شفاعت نماید. جعفر صادق نیز در روایتی، ابوطالب را با اصحاف کهف مقایسه می‌کند و کتمان ایمانش را، باعث اجری مضاعف برای او می‌داند. همچنین طباطبایی روایتی را از عبدالله بن عمر به نقل از ابوبکر گزارش می‌کند که بر اساس آن، ابوبکر از اسلام آوردن ابوطالب خبر می‌دهد. بر اساس این روایت ابوبکر پیش از اسلام آوردن پدرش، چنین می‌گوید: «به خدائی که تو را به حق مبعوث کرد من آن روزی که ابوطالب اسلام آورد بیشتر خوشحال بودم تا امروز که پدرم اسلام می‌آورد.» سجاد — امام چهارم شیعیان — در استدلالی برای اثبات ایمان ابوطالب می‌گوید: «در شگفتم که چطور مردم در ایمان ابوطالب تردید دارند در حالی ک هیچ زن مسلمانی نباید بعد از گزینش اسلام در حباله و عقد شوهر غیر مسلمان خود باشد و فاطمه بنت اسد از اولین زنان مسلمان است و در نکاح ابوطالب از دنیا رفت.» دانشوران شیعه با توجه به روایتی که ابوطالب پس از درگذشتش به دستور محمد غسل داده شد و روایتی دیگر که او در بستر مرگ، شهادتین را به صدای آهسته ادا کرد، ایمان ابوطالب را معتقد شده‌اند.

### وصایت
در منابع شیعی، روایاتی گواه بر وصی و یکی از برگزیدگان ناشناخته (اصطفاء) بودن ابوطالب گزارش شده‌اند. در این خصوص، روایاتی از امامان دوازده‌گانه نقل شده‌است که انکار ایمان ابوطالب را مساوی با کفر بیان کرده‌اند. بنابر روایتی از موسی کاظم، ابوطالب از اوصیاء انبیاء معرفی می‌شود که در روز درگذشتش، وصایای انبیاء قبلی را به محمد تحویل داده‌است. شیخ صدوق در بابی با عنوان «باب الاعتقاد فی آباء النبی» در کتاب الاعتقادات، عبدالمطلب را یکی از حجج الهی و ابوطالب را وصی او گزارش کرده‌است. علی بن ابی‌طالب نیز در روایتی، پدرش را دارای مقام شفاعت در قیامت دانسته و پدرش را بر تمام خلائق برتری داده‌است. محمدباقر مجلسی نیز در بحارالانوار، ابوطالب را یکی از اوصیاء ابراهیم می‌داند. بر اساس آنچه در سیره حلبی گزارش شده‌است، ابوطالب پیش از ظهور اسلام و در قحطسالی که بر مکه نمایان شده بود، محمد را برای طلب باران به نزدیکی کعبه می‌برد و در آنجا خدا را به حق و مقام برادرزاده‌اش قسم می‌داد و باران می‌طلبید. بر اساس این گزارش، پس از دعای ابوطالب، چیزی نگشت تا باران شروع به باریدن گرفت. ابوطالب در اعتقادات شیعیان اسماعیلی به عنوان یکی از امامان مقیم نسل ششم مطرح شده‌است و بر اساس عقاید اسماعیلیه، ابوطالب به جهت امام مقیم بودن، بر محمد که امام ناطق است، برتری دارد.

## شعرها
اشعاری به ابوطالب منسوب شده‌اند که به جهت سروده شدن در سده نخست هجری و صدر اسلام و در برگیرنده بودن حوادث مکه، مورد توجه منابع قرار گرفته‌اند. در این خصوص ابن‌سلّام پس از گزارش قصیده‌ای از ابوطالب که در کتابی از یوسف بن سعد جمحی دیده‌است، آن شعر را فصیح دانسته‌است و ابیاتی از آن را الحاقی می‌داند. بیشتر اشعار منسوب به ابوطالب، با موضوع مدح پیامبر اسلام، دفاع از مسلمانان و برخی وقایع تاریخی و قومی است. ابن سلام ابوطالب را شاعری توانا و ابن حبیب او را در زمره شاعران گزارش کرده‌اند. ادبا و نحویانی چون سیبویه و جاحظ نیز به اشعار ابوطالب استنادهای ادبی کرده‌اند. صحت انتساب اشعار به ابوطالب، سخنانی مطرح شده‌است. ابن اسحاق بسیاری از اشعار منسوب به ابوطالب را نقل کرده‌است ولی ابن هشام از نقل برخی اشعار منسوب به ابوطالب که مورد تأیید شعرشناسان عصر قرار نگرفته‌است، اجتناب کرده‌است. با این وجود ابن هشام از قصیده لامیه ابوطالب، ۹۴ بیت را در کتابش گزارش می‌کند. نولدکه، صحت اشعار منسوب به ابوطالب که با موضوع تاریخ مکه بوده‌است را می‌پذیرد. به عقیده بروکمان، اشعاری که برای اثبات ایمان ابوطالب به وی نسبت داده‌شده‌است، با حقایق تاریخی وفق ندارد و شیعه به پشتوانه این اشعار، قصد قداست بخشیدن به علی بن ابی‌طالب را داشته‌است.

| وابیض یُستسقی الغمام بوجهه |  | ثِمال الیتامی عصمةٌ للأرامل |
| یطیف به الهلاک من آل هاشم |  | فهم عنده فی نعمة وفواضل   |

— شعر ابوطالب در وصف ماجرای نزول باران به برکت محمد - برگرفته از قصیده لامیه
قصیده لامیه، مشهورترین قصیده منسوب به ابوطالب است. محمد در قحطی مدینه، هنگامی که منبر رفت، به کنایه یکی از اشعار ابوطالب را بر منبر خواند. همچنین در ماجرای غزوه بدر، پیامبر شعری دیگر از ابوطالب را تکرار کرده‌است. این قصیده را احمد فهمی به سال ۱۳۲۷ ه‍.ق در استانبول منتشر کرد. رشر این قصیده را به همراه قصیده دالیه، به آلمانی ترجمه کرد. نخستین بار ابوهفان عبدالله بن احمد مهریزی مصری (متوفی ۲۵۵ ق) اشعار پراکنده منسوب به ابوطالب را در کتابی با عنوان شعر ابوطالب، جمع‌آوری کرد. بعدها ابونعیم علی بن حمزه بصری، (متوفی ۳۷۵ ه‍.ق) کتابی با عنوان دیوان ابی‌طالب و ذکر اسالمه تألیف کرد که دربردارنده شعرهای ابوطالب بود. نولدکه نیز نسخه خطی اشعار ابوطالب را که عفیف بن اسعد در سال ۳۸۰ ه‍.ق از روی نسخه ابوهفان استنساخ شده بود، در کتابخانه لایپزیگ گزارش کرده‌است. اشعار منسوب به ابوطالب در کتابی با عنوان دیوان شیخ الاباطح ابی‌طالب در سال ۱۳۵۶ ه‍.ق در نجف به چاپ رسید.

## در دیدگاه شرق‌شناسان
ادوارد گیبون در کتاب نزول و سقوط امپراطوری روم، ابوطالب را شریف‌ترین عموی محمد می‌داند که همواره و در همه حال، حامی او بوده‌است. ینولد ریکولسن، ابوطالب را به عنوان تنها حامی محمد گزارش می‌کند که از این حمایت تا آخرین لحظه زندگی خود دریغ نکرد. تامس پاتریک هیوز در مدخل ابوطالب از فرهنگ اصطلاحات اسلامی، ابوطالب را عموی محمد و پدر علی می‌داند که با وجود دوستی ۴۰ ساله با محمد و حمایت‌های ویژه از او، به دین اسلام گرایش پیدا نکرد. ونسینک، دوایت دونالدسن، مونتگومری و ویل دورانت، تأکید می‌کنند که ابوطالب اسلام را به عنوان یک دین نپذیرفت و کافر به این دین از دنیا رفت. ویلیام مونتگومری وات، اسلام‌شناس بریتانیایی معتقد است که دلیل حمایت‌های ابوطالب از محمد، در نظر گرفتن منافع اقتصادی قبیله قریش و به ویژه بنی‌هاشم بوده‌است. روبرت گلیو می‌نویسد مسلمان بودن یا نبودن ابوطالب مورد بحث و مناقشه است و وی نمونهٔ خوبی در بحث‌های دین‌شناسی پیرامون وضعیت افراد پرهیزگار درگذشته قبل از رسالت محمد است. مرگلیوث نیز ماجرایی را گزارش می‌کند که بر اساس آن، ابوطالب جواب خواستگاری محمد از دخترش ام‌هانی را رد می‌کند. این ماجرا در هیچ منبع تاریخی گزارش نشده‌است.

## در فرهنگ، هنر و ادبیات

### شعر و ادبیات فارسی
از ابوطالب در منابع ادبی مختلفی یاد شده‌است. از میان شاعران معروف، نظام استرآبادی، الهامی کرمانشاهی، ملک الشعرای بهار، سلیمی تونی، غیاث شیرازی، فدایی، مولوی، نظامی گنجوی و… از ابوطالب در مضمون شعرهای خود استفاده کرده‌اند. پذیرش کفالت محمد، ماجرای بحیرای راهب، پدر بودن برای علی بن ابی‌طالب، ازدواج محمد، شعب ابوطالب و درگذشت او نیز از ماجراهای مورد توجه منابع ادبی است. با این وجود، منابع کهن ادبی، ابوطالب به عنوان شخصیتی مستقل مورد توجه شاعران و نویسندگان قرار نگرفته‌است و همواره در بطن یک واقعه تاریخی از او سخن به میان آمده‌است؛ از همین روست که اشعار مربوط به ابوطالب در منظومه‌های تاریخی جای گرفته‌اند. در میان اشعار فارسی از ابوطالب در رجزهای علی بن ابی‌طالب یاد شده و او به عنوان بزرگ قریش و حامی پیامبر اسلام مورد توجه قرار گرفته‌است. در این خصوص در همایون‌نامه آمده‌است:
| پس از وی سرافراز عباس بود |  | سپر هنر اکرم الناس بود  |
| چو بوطالب او را تهور نبود |  | ورا آن شکوه و تصور نبود |

دیگر موضوعی که از تاریخ زندگانی ابوطالب مورد توجه منابع ادبی و شعرا قرار گرفته‌است، ارتباط کفار و پیامبر و میانجی‌گری و وساطت ابوطالب در بین این دو گروه می‌باشد. در همایون‌نامه و نظام استرآبادی، ابیاتی چند در این خصوص گزارش شده‌است. در خصوص ایمان یا عدم ایمان ابوطالب نیز در منابع ادبی همچون دیوان زجاجی و مولوی گزارش‌هایی وجود دارد. در برخی از آثار شعرای سنی مذهب همچون جامی، نظامی و مولوی، شخصیت ابوطالب مورد طعن یا ایمانش مورد تردید قرار گرفته‌است.

### آثار نمایشی و رسانه‌ای
داستان فیلم سینمایی محمد رسول‌الله ساخته مجید مجیدی، با روایت ابوطالب از زندگی محمد آغاز می‌گردد. داستان این فیلم از سال ۱۰ بعثت در زمانی شروع می‌شود که مسلمانان در تحریم اقتصادی‌اند. در این فیلم، مهدی پاکدل نقش ابوطالب را ایفا می‌کند. شخصیت ابوطالب در فیلم الرساله ساخته مصطفی عقاد نیز جلوی دوربین رفته‌است. در این فیلم، آندره مورل نقش ابوطالب را بازی کرده‌است.

## منبع‌شناسی